# 中甚兵衛

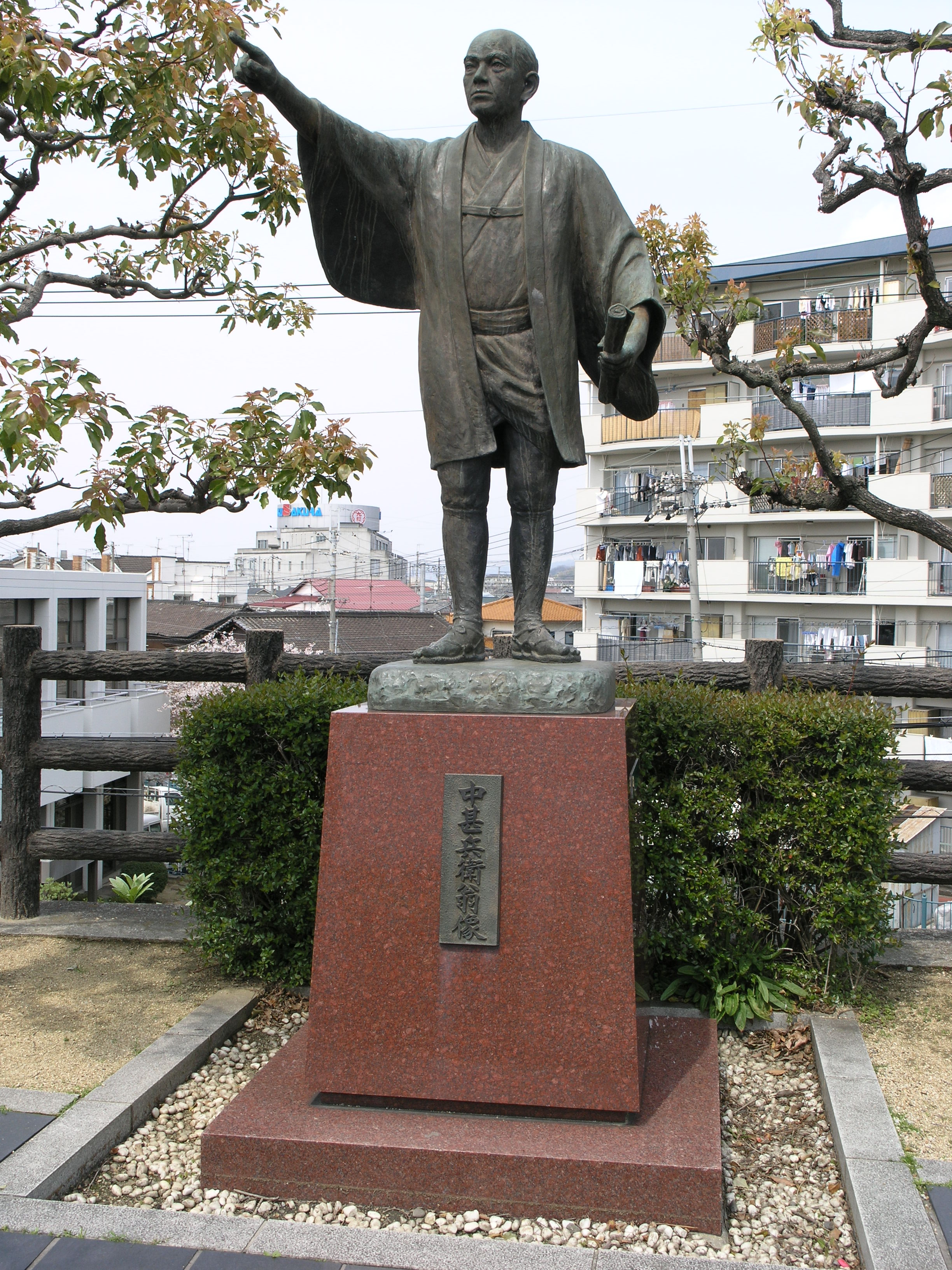
大和川治水記念公園（柏原市・安堂交差点北西角）にある中甚兵衛像

中 甚兵衛（なか じんべい、寛永16年（1639年） - 享保15年9月20日（1730年10月31日））は江戸時代初期の農民。
河内国河内郡今米村（現・大阪府東大阪市今米）の庄屋。三男として生まれた。
大和川付替え工事に奔走した人物であり、周辺の芝村の曽根三郎右衛門と兄・太兵衛らの協力を得て、江戸幕府に大和川付け替えや治水計画を46年にわたって嘆願し続け、最後は農民の身でありながら並み居る幕臣に交じって、付け替え工事を指揮した。
甚兵衛の父や家族、初期に付け替え嘆願に携わった関係者等の通説や、甚兵衛の子孫による調査とでは関係者名や活動に関する記述や調査結果が異なるなど混乱が見受けられており、十代目の子孫である中九兵衛が史料の発掘・調査と通説の訂正に取り組んでいる。

## 甚兵衛関連年表
- 1638年（寛永15年）:吉田川の堤防決壊。吉田川は大和川の支流で、この当時の川底と周辺の田地の高さには、それほど差がなかったとみられる。今米村は、吉田川左岸に位置した。
- 1639年（寛永16年）:甚兵衛が生まれる。[1]
- 1649年（慶安2年）:久宝寺川（大和川の本流）右岸堤防が、八尾木村付近で決壊。
- 1652年（承応元年）:吉田川の堤防決壊。甚兵衛14歳、耳でしか聞いていなかった洪水を自ら体験。
- 1656年（明暦2年）:甚兵衛の父が亡くなる。法名は道専。（俗名や活動を裏付けるものはない。[2]）
- 1657年（明暦3年）:甚兵衛（19歳）が江戸に下り、大和川の付け替えを願い出る。以後、足掛15年、ほとんど江戸に滞在し、訴えを繰り返す。
- 1660年（万治3年）:幕府派遣の役人が初めて大和川付け替えの検分を行う。新川筋の迷惑の訴えで計画は中止される。以後「検分-迷惑の訴え-中止」が繰り返される。
- 1665年（寛文5年）:第2回大和川付け替え検分。この頃より大和川は急速に天井川へと姿を変える。
- 1671年（寛文11年）:第3回大和川付け替え検分。
- 1672年（寛文12年）:3度目の計画も中止となり、甚兵衛（34歳）は今米村での母との生活に戻る。
- 1673年（寛文13年）:甚兵衛（35歳）結婚。妻16歳。のちに1男2女。
- 1674年（延宝2年）:玉櫛川（大和川の支流）入口右岸の法善寺前二重堤が決壊、川幅が狭いその下流域（吉田川・菱江川）に濁流が流れ込み、深野池・新開池を含め堤防決壊が35ヵ所という大水害（寅年大洪水）に見舞われる。この二重堤は復旧されず、延宝年間（～1681）は広域水害が多発する（5回・延べ70ヵ所）。
- 1675年（延宝3年）:大和川はすべて天井川となり、田地との差が3mを超すところが増加する。付け替え運動も摂津・河内両国15万石余の村々が賛同する規模に拡大する。
- 1676年（延宝4年）:第4回大和川付け替え検分。
- 1683年（天和3年）:第5回大和川付け替え検分を含め、大規模な洪水対策調査が実施される。付け替えに反対する河村瑞賢の意見が採用され、翌年より安治川開削など大普請が実施される。
- 1684年（貞享元年）:時の畿内治水の最高責任者、若年寄稲葉正休が大老堀田正俊を刺殺する。
- 1687年（貞享4年）:河村瑞賢の普請が前年に終了したことから、大和川の付け替え嘆願は禁止される。この年に嫡子（のちの九兵衛）が誕生した甚兵衛（49歳）らは、代替治水計画の嘆願へと切り替える。しかし、付け替え運動の流れを引き継ぐ村々の規模は、このあと河州7万石、同3万石へと減少していく。
- 1699年（元禄12年）:河村瑞賢は前年よりの第2期普請を終え、江戸で亡くなる。
- 1701年（元禄14年）:河内低地部で大水害。今米村記録では、この年の本年貢は全て免除される。
- 1702年（元禄15年）:深野池・新開池に悪水を落とす42ヵ村が、江戸からの視察役人に早期の水はけ改善を訴えるが、その件は取り合わず、堤奉行が大和川の付け替えの検討に入ることを知らせる。42ヵ村は揃って出頭するが、代表者と話をするとして、今米村庄屋・甚兵衛と水走村庄屋・弥次兵衛が選ばれる。二人は一、二度出頭するが、その後は甚兵衛だけが何度も呼び出される。この時の具申で、甚兵衛は、堤奉行・万年長十郎に力量を認められ、普請御用を仰せつかる。
- 1703年（元禄16年）:4月、甚兵衛は堤奉行に、以前の検分筋を案内する。その後、第6回になる正式な大和川付け替え検分が20年ぶりに実施される。10月28日に付け替えを決定、普請奉行や助役を発表する。普請奉行の一人に大久保甚兵衛なる人がいたため、甚兵衛（65歳）は甚助と改名、のち、子供にも甚兵衛の名は継がせなかった。
- 1704年（元禄17年）:2月27日、川下より新大和川築造工事が始まる。
- 1704年（宝永元年）:10月13日、付け替え地点の新川切通しで新大和川開削工事が竣工する。その後、工事に携わった甚助（甚兵衛66歳）・九兵衛親子は、幕府への御礼に江戸へ下る。
- 1705年（宝永2年）:10月29日、中甚助（甚兵衛）は大坂津村御坊（北御堂）で剃髪、乗久を名乗る。
- 1730年（享保15年）:9月20日、中甚助（甚兵衛）死去。享年92。
- 1914年（大正3年）11月19日、従五位を追贈された[3]。

## 大和川付け替え工事関係者

### 幕府
- 片桐石見守貞昌…大和小泉藩藩主。1660年（万治3年）に五畿内及び東海道の水害地巡察。付替えの見分を行う。
- 岡田豊前守善政…勘定奉行。1660年（万治3年）に五畿内及び東海道の水害地巡察。付替えの見分を行う。
- 永井右衛門直右…淀川浚利奉行。1669年（寛文9年）から淀川の堤防修築工事を行い、同11年に大和川筋の見分を行う。
- 岡部主税助高成…淀川浚利奉行。1669年（寛文9年）から淀川の堤防修築工事を行い、同11年に大和川筋の見分を行う。
- 藤懸監物長俊…淀川浚利奉行。1669年（寛文9年）から淀川の堤防修築工事を行い、同11年に大和川筋の見分を行う。
- 稲葉石見守正休…若年寄。1683年（天和3年）に五畿内の治水の再点検を精力的に実施。
- 彦坂壱岐守重紹…大目付。1683年（天和3年）に五畿内の治水の再点検を精力的に実施。
- 大岡備前守清重…勘定頭。1683年（天和3年）に五畿内の治水の再点検を精力的に実施。
- 稲垣対馬守重富…若年寄。1703年（元禄16年）畿内と長崎の巡見。
- 安藤筑後守重玄…大目付。1703年（元禄16年）畿内と長崎の巡見。
- 荻原近江守重秀…勘定奉行。1703年（元禄16年）畿内と長崎の巡見。
- 万年長十郎頼治…代官、堤奉行。大和川付け替え工事の責任者。

### 河内農民
- 曽根三郎右衛門…芝村の庄屋。中甚兵衛の同志。
- 山中治郎兵衛…吉田村の庄屋。中甚兵衛の同志。
- 中甚兵衛の父（某）…『大和川付替二百五十年記念碑』に、「川中九兵衛」とあるのは誤りとされる。

- 中九兵衛…甚兵衛の子。付け替え工事に協力。

### 商人
- 河村瑞賢…大和川の治水に取り組んだが、失敗。

### 助役を命ぜられた各藩
- 姫路藩…工事を当初、担当。藩主本多中務大輔忠国の死去にともない担当を外れた。
- 明石藩…姫路藩のあとを引き継いで工事を担当。時の藩主は松平左兵衛佐直常。
- 岸和田藩…姫路藩のあとを引き継いで工事を担当。時の藩主は岡部美濃守長泰。
- 三田藩…姫路藩のあとを引き継いで工事を担当。時の藩主は九鬼大和守隆方。
- 高取藩…姫路藩のあとを引き継いで工事を担当。時の藩主は植村右衛門佐家敬。
- 柏原藩…姫路藩のあとを引き継いで工事を担当。時の藩主は織田山城守信休。